# Isabella Ferrari
Isabella Fogliazza (nacida el 31 de marzo de 1964 en Ponte dell'Olio), más conocida como Isabella Ferrari, es una actriz y modelo italiana, ganadora de un Premio David de Donatello.

## Biografía
Cuando contaba 16 años de edad, Ferrari ganó el concurso de belleza Miss Teenager, y a los 17 debutó como actriz en la exitosa comedia Aquel verano del 60, de Carlo Vanzina.  Desde entonces ha actuado con regularidad en películas, series de televisión y obras de teatro. En Italia es famosa por su papel de Comisaria de Policía Giovanna Scalise, la protagonista de las dos primeras temporadas de la serie policíaca Distrito de policía.
En el Festival de Cine de Venecia de 1995, Ferrari fue galardonada con una Copa Volpi a la Mejor Actriz de Reparto, por la película Romanzo di un giovane povero del director Ettore Scola.

## Premios y distinciones
Festival Internacional de Cine de Venecia
| Año  | Categoría                                 | Película                    | Resultado |
| ---- | ----------------------------------------- | --------------------------- | --------- |
| 1995 | Copa Volpi a la mejor actriz de reparto   | Historia de un pobre hombre | Ganadora  |
| 2008 | Premio Francesco Pasinetti - Mejor actriz | Un giorno perfetto          | Ganadora  |